# Westland Widgeon (aereo)
Il Westland Widgeon era un aeroplano leggero prodotto nel Regno Unito dalla Westland Aircraft negli anni venti. Ideato come monoplano monomotore con ala alta a parasole, il Widgeon venne costruito in un piccolo numero di esemplari prima che la Westland ne abbandonasse il progetto nel 1929.

## Storia del progetto
Nel 1924, l'Air Ministry britannico, per favorire lo sviluppo dell'aviazione leggera nel Regno Unito decise di emettere una specifica per la realizzazione di un nuovo velivolo ultraleggero destinato a essere usato da un'utenza privata e dagli aeroblub. Tra le caratteristiche richieste l'obbligo di equipaggiare il modello con un motore aeronautico di cilindrata non superiore ai 1 100 cm³ e in grado di trasportare un carico di almeno 340 lb (155 kg). Per rispondere alla specifica la Westland Aircraft disegnò due progetti, il Woodpigeon con configurazione alare biplana, ed il Widgeon monoplano ad ala alta a parasole. Non essendo stati in grado di decidere quale delle due configurazioni fosse il progetto migliore, la Westland intraprese la costruzione di entrambi i velivoli.
Il Widgeon venne portato in volo per la prima volta, il 22 settembre 1924, dall'aviosuperfice aziendale posta vicino allo stabilimento di Yeovil, otto giorni più tardi del primo volo del Woodpigeons. La fusoliera, molto simile a quella del Woodpigeon, era realizzata con un misto tra tubi in acciaio e struttura in legno mentre l'ala, che aveva una forma rastremata ed era ripiegabile all'indietro per facilitarne l'hangaraggio, era costruita interamente in legno. La propulsione era affidata ad un Blackburne Thrush, un motore radiale a tre cilindri dalla cilindrata di 1 090 cm³ capace di erogare una potenza pari a 35 hp (26 kW).
La valutazione venne svolta dalla commissione incaricata dall'Air Ministry presso l'aerodromo di Lympne, nel Kent, a partire dal 27 settembre successivo. Il Widgeon, così come anche il Woodpigeon, a causa della scelta di utilizzare il motore Thrush si rivelò eccessivamente sottopotenziato tanto che subì un incidente già il primo giorno delle valutazioni. Ciò nonostante fu evidente fin dall'inizio che il potenziale del Widgeon era superiore a quello del Woodpigeon, quindi il prototipo danneggiato venne riparato ed equipaggiato con un più potente motore Armstrong Siddeley Genet da 60 hp (45 kW) e riproposto come Widgeon II. Nonostante l'incremento di peso dovuto alla nuova motorizzazione, il velivolo riuscì a raggiungere una velocità superiore di quasi 40 mph (64 km/h) rispetto al primo prototipo.
Sulla base di questa positiva esperienza, la Westland decise di iniziare la produzione Widgeon destinandolo al mercato dell'utenza privata. Venne quindi ridisegnato dotandolo di un'ala più semplice a corda costante, in sostituzione di quella affusolata introdotta nei Widgeon I e II, a vantaggio della facilità di produzione. Il nuovo modello, ribattezzato Widgeon III, poteva essere equipaggiato sia con un motore radiale come il Genet che con uno in linea come il Cirrus. Il primo Widgeon III volò nel marzo 1927, e la produzione in serie venne iniziata entro la fine dell'anno. In seguito il progetto venne ulteriormente perfezionato dotandolo di una fusoliera con struttura in tubi di duralluminio ed un nuovo carrello d'atterraggio dando origine al modello Widgeon IIIA.
Il Widgeon però risultò più costoso dei velivoli concorrenti nella stessa fascia di mercato e riuscì ad essere venduto, in totale, in soli 26 esemplari, incluso il prototipo, prima che la produzione fosse interrotta, nel 1930, al fine di concentrare le risorse sulla costruzione del Wapiti, un velivolo multiruolo ad uso militare, ed il Wessex, destinato ai voli di linea.

## Varianti
Widgeon I
Motorizzato con un motore radiale Blackburne Thrush da 35 hp (26 kW)e realizzato in un solo esemplare.
Widgeon II
revisione del Widgeon I con l'installazione di un motore radiale Genet da 60 hp (45 kW).
Widgeon III
sviluppo destinato alla produzione di serie. Poteva essere equipaggiato con un motore Cirrus Hermes II o III in linea, il Genet II radiale, l'ABC Hornet o il de Havilland Gipsy.; venne prodotto in 18 esemplari.
Widgeon IIIA
Variante del Widgeon III dotato di fusoliera metallica e carrello d'atterraggio ridisegnato. Equipaggiato con motore Cirrus o Gipsy, venne realizzato in 7 esemplari.

### Periodici
- (EN) The Westland Widgeon IIIA, in Flight, Sutton, Surrey (UK), Reed Business Information Ltd, 14 marzo 1929,  pp. 206-7. URL consultato il 28 settembre 2012.